# Oswald Zappelli
Oswald Zappelli (ur. 27 października 1913 w Lozannie, zm. 3 kwietnia 1968 tamże) – szwajcarski szpadzista, trzykrotny medalista olimpijski.
Na igrzyskach olimpijskich w Londynie w 1948 roku wywalczył srebrny medal w turnieju indywidualnym. W rundzie finałowej wygrał pięć z dziewięciu pojedynków, uzyskując taki sam wynik co Włoch Edoardo Mangiarotti. W walce barażowej o srebrny medal Szwajcar zwyciężył 3:0. W zawodach drużynowych był piąty. Na rozgrywanych cztery lata później igrzyskach olimpijskich w Helsinkach zdobył brązowy medal w turnieju indywidualnym, wygrywając sześć z dziewięciu walk w rundzie finałowej, przegrywając tylko z Edoardo Mangiarottim i Dario Mangiarottim. Parę dni później Szwajcarzy w składzie: Otto Rüfenacht, Paul Meister, Oswald Zappelli, Mario Valota, Willy Fitting i Paul Barth zajęli trzecie miejsce w szpadzie drużynowej. Wystartował tam również w szabli drużynowej, jednak Szwajcarzy odpadli w pierwszej rundzie.
Nie zdobył medalu mistrzostw świata.